# Svið
Lo svið è un piatto tradizionale islandese costituito da una testa di pecora tagliata a metà, privata dei peli e del cervello, e bollita. Lo svið rientra fra i Þorramatur, una categoria di alimenti dell'Islanda serviti durante i buffet. 

## Storia
Lo svið veniva un tempo mangiato al fine di consumare ogni parte edibile della pecora ed evitare sprechi di cibo.
La ricetta è legata ad alcune superstizioni. In passato, le orecchie dell'animale, che si presumeva conservassero i segni di chi ne era il proprietario, non venivano tagliate. Chi infrangeva tale regola, veniva accusato di furto. Si sosteneva anche che, se il piccolo osso sotto la lingua della pecora non viene rotto durante la consumazione dello svið, un bambino che non può ancora parlare rimarrà muto per sempre.
Il piatto viene proposto in occasione di festival come il Þorrablót, e in punti di ristoro locali.

## Descrizione
Lo svið viene preparato bruciando prima la peluria, quindi pulendo la testa sotto l'acqua fredda corrente. Durante questa fase, bisogna evitare che i residui scivolino sugli occhi o nelle orecchie. La testa deve quindi essere segata a metà per lungo e il cervello rimosso; se la testa è stata recentemente decongelata, questa fase sarà più semplice. Quando è pronta per la cottura, la mezza testa viene messa in una pentola, cosparsa di sale grosso, e in parte coperta d'acqua. Quando l'acqua bolle, la schiuma viene rimossa. La testa può quindi essere lasciata nella pentola al chiuso 60/90 minuti, fino a quando la carne è cotta, ma prima che inizi a separarsi dalle ossa. Può quindi essere servita calda o a temperatura ambiente.

## Accoglienza
Molti islandesi considerano l'occhio la parte più buona della testa.
In un articolo del Chicago Tribune uscito nel 1995, la giornalista Lara Weber disse di aver provato lo svið mentre si trovava in Islanda:

## Alimenti simili
Piatti simili allo svið si possono trovare anche in altri paesi nordici occidentali, come lo smalahove norvegese e il seyðahøvd delle Isole Faroe.
La carne dello svið e il siero di latte sono ingredienti usati per preparare la sviðasulta, una specie di testa in cassetta.